# Triaenodes frontalis
Triaenodes frontalis là một loài Trichoptera trong họ Leptoceridae. Chúng phân bố ở miền Tân bắc.